# Antiblemma incarnans
Antiblemma incarnans là một loài bướm đêm trong họ Erebidae. Loài này được Felder miêu tả khoa học lần đầu tiên năm 1874.